# Grzegorz Witkowski (funkcjonariusz)
Grzegorz Witkowski (ur. 23 stycznia 1930) – funkcjonariusz polskich organów bezpieczeństwa, pułkownik. 
Pochodzenie robotnicze. W organach bezpieczeństwa PRL od 1953. Służbę rozpoczął w Departamencie IV (ekonomicznym) Ministerstwa Bezpieczeństwa PRL jako referent, od 1 kwietnia 1956 oficer operacyjny. Od 1 maja 1956 w kontrwywiadzie, oficer operacyjny, od 1 sierpnia 1960 starszy oficer operacyjny, od 1 listopada 1961 naczelnik Wydziału VII Departamentu II KBP-MSW PRL. 
Następnie zajmował stanowiska:
- Zastępca Naczelnika Wydziału VII Departamentu II Ministerstwa Spraw Wewnętrznych PRL (1 stycznia 1964 – 1 października 1968);
- od września do grudnia 1966 odbył studia na kursach dokształcających kadry kierowniczej Służby Bezpieczeństwa w Warszawie;
- Naczelnik Wydziału II Departamentu II Ministerstwa Spraw Wewnętrznych PRL (1 października 1968 – 14 lutego 1970);
- Zastępca Dyrektora Departamentu II Ministerstwa Spraw Wewnętrznych PRL (15 lutego 1970 – 31 lipca 1972).

Przeszedł na emeryturę 31 lipca 1972. Ostatni stopień - pułkownik Milicji Obywatelskiej.